# No Angel
No Angel је први албум британске певачице Дајдо. Албум представља мешавину њеног анђеоског гласа и електронске музике у одличној продукцију. Албум је објављен 1999. године, али је светску популарност достигао 2001.

## Светски успех
Успеху овог албума допринео је и репер Еминем са својим издањем "The Marshall Mathers LP" објављеним 2000. године. У нумери "Stan", семплован је део песме "Thank You" са албума No Angel. Дајдо се појавила и у споту за ову песму и од тада успех албума No Angel добија глобалне размере.

## Синглови
Са овог албума објављена су 4 сингла, као и један промо сингл. То су: "Don't Think Of Me", "Here With Me", "Thank You", "Hunter" и "All You Want".
No Angel је постао један од најпродаванијих албума године у свету. На годишњој листи најпродаванијих албума нашао се на првом месту британске и на другом месту аустралијске топ-листе. Овај албум је достигао и трећу позицију у Америци и пету позицију у Канади. Албум No Angel спада и у најпродаваније албуме свих времена и до данас је продат у скоро 14 милиона примерака.

## Листа песама:
| #  | Назив песме       | Аутори                            | Трајање |
| 1  | Here With Me      | Armstrong/Gabriel/Statham         | 4:14    |
| 2  | Hunter            | Armstrong/Armstrong               | 3:57    |
| 3  | Don't Think Of Me | Armstrong/Armstrong/Herman/Taylor | 4:32    |
| 4  | My lover's Gone   | Armstrong/Catto                   | 4:27    |
| 5  | All You Want      | Armstrong/Armstrong/Herman        | 3:53    |
| 6  | Thank You         | Armstrong/Herman                  | 3:37    |
| 7  | Honestly Ok       | Armstrong/Armstrong/Benbrook      | 4:37    |
| 8  | Slide             | Armstrong/Herman                  | 4:53    |
| 9  | Isobel            | Armstrong/Gabriel/Statham         | 3:54    |
| 10 | I'm No Angel      | Armstrong/Gabriel/Statham         | 3:55    |
| 11 | My Life           | Armstrong/Armstrong/Bates         | 3:09    |
| 12 | Take My Hand      | Armstrong/Armstrong               | 6:42    |